# San Francisco del Mar Pueblo Viejo
San Francisco del Mar Pueblo Viejo, también conocido solo como San Francisco Viejo, es una población del estado mexicano de Oaxaca, localizada en el istmo de Tehuantepec y en el municipio de San Francisco del Mar.

## Historia
El origen de San Francisco del Mar Pueblo Viejo es, como el de las otras poblaciones del pueblo huave como San Mateo del Mar, San Dionisio del Mar y Santa María del Mar; señalando la tradición oral de sus habitante haber sido fundados cuando los huaves procedentes de Centroamérica se habrían establecido en el istmo, y tras enfrentarse con otros pueblos oriundos del mismo, como los mixes, finalmente se establecieron en las costas del Golfo de Tehuantepec, la Laguna Superior, la Laguna Inferior y el Mar Muerto.
Históricamente la población recibía el nombre de San Francisco del Mar y constituyó la cabecera del municipio de su nombre desde el siglo XIX hasta el 15 de enero de 1927 en que fue convertido en el nuevo municipio de San Francisco Ixhuatán, pues la población de este nombre había desarrollo una mayor concentración de habitantes e importancia económica. Sin embargo, el 31 de diciembre de 1929 fue nuevamente separada y vuelta a constituir en cabecera municipal con su nombre original de San Francisco del Mar.
En 1970 la población tomó la decisión de mover la localización del pueblo, trasladándolo de la barra a territorio continental, concretándose el 27 de abril del mismo año la fundación de la nueva población, que de inicio recibió el nombre de San Francisco del Mar Pueblo Nuevo; un año después, el 23 de agosto de 1971 fueron trasladados a la nueva localización las imágenes religiosas de su iglesia. Gran parte de los habitantes se trasladaron a la nueva población, sin embargo una minoría permaneció en el Pueblo Viejo.
A mediados de la década de 1980 se perdió el carácter de cabecera municipal, trasladada al Pueblo Nuevo, y el 9 de mayo de 1994 la publicación de la División Territorial de Oaxaca fijó su nombre en San Francisco Viejo, otorgándole el de San Francisco del Mar a la nueva cabecera municipal. Permaneció su cambios hasta el 9 de octubre de 2015 en que la publicación del Decreto 1335 emitido por el Congreso de Oaxaca el 29 de septiembre de ese año le otorgó el nombre oficial de San Francisco del Mar Pueblo Viejo.

## Localización y demografía
San Francisco del Mar Pueblo Viejo se encuentra localizado en las coordenadas 16°14′01″N 94°37′56″O / 16.23361, -94.63222 y a una altitud de 32 metros sobre el nivel del mar; se localiza en la Barra de San Francisco, que divide las ya mencionadas Laguna Inferior y el Mar Muerto del Golfo de Tehuantepec, y en particular en la rivera del estero denominado Laguna El Carrizal.
Se comunica por carretera con la cabecera municipal y los pueblos de San Francisco Ixhuatán y Reforma de Pineda, finalmente en Congregación Río Ostuta dicha carretera entronca con la Carretera Federal 200.
De acuerdo a los resultados del Censo de Población y Vivienda de 2010 realizado por el Instituto Nacional de Estadística y Geografía; San Francisco del Mar Pueblo Viejo tiene una población total de 885 habitantes, siendo 483 hombres y 402 mujeres.